# Александро-Невське (Новосибірська область)
Александро-Невське (рос. Александро-Невское) — село у Убінському районі Новосибірської області Російської Федерації.
Входить до складу муніципального утворення Невська сільрада. Населення становить 429 осіб (2010).

## Історія
Згідно із законом від 2 червня 2004 року органом місцевого самоврядування є Невська сільрада.

## Населення
| 2002 | 2007 | 2010 |
| ---- | ---- | ---- |
| 506  | ↗514 | ↘429 |